# Adrien Borne
Pour les articles homonymes, voir Borne.
Adrien Borne, né le 18 juin 1981 à Rueil-Malmaison, en région parisienne, est un romancier et journaliste français. Il est le petit-fils de l’écrivain Paul-Jacques Bonzon (1908 – 1978), auteur des « Six Compagnons ».

## Biographie

### Carrière littéraire
Son premier roman, Mémoire de soie, publié en août 2020, est récompensé par plusieurs prix : prix de la Ville d'Angoulême, prix Alain Fournier, prix des Lecteurs de Levallois et  lauréat du Festival du Premier roman de Chambéry.
Adrien Borne révèle en 2016 avoir été victime d’un pédophile lors d’une colonie de vacances. Il décrit cette expérience traumatisante en 2022 dans La Vie qui commence, sans réussir à déclencher un intérêt pour les violences sexuelles sur les garçons.

### Carrière de journaliste
Il se tourne vers la télévision à compter de 2016, présentant le Duo de l'info puis la matinale week-end de I-tele avec Sonia Chironi. Il rejoindra ensuite la chaîne LCI.

## Œuvres
- 2020 : Mémoire de soie, éditions Lattès.
- 2022 : La Vie qui commence, éditions Lattès.
- 2023 : D’après Carmen, avec l'illustratrice Kahlie[10], livre pour la jeunesse, dans la collection « Prélude », faite de courts romans réinterprétant les grands opéras pour (re)découvrir les classiques à travers les codes de la littérature adolescente.
- mai 2024 : livret de l’opéra "Archipel(s)", pour l’Opéra-Comique : commande de l’Opéra‑Comique pour sa Maîtrise Populaire, cette fiction lyrique bénéficie d’un livret inspiré au romancier Adrien Borne par ses ateliers avec les maîtrisiens, et d’une partition écrite par la compositrice pour voix d’enfants, Isabelle Aboulker[11].
- août 2024 : L'île du là-haut, édition Lattès.

## Prix et récompenses
- Prix de la Ville d'Angoulême 2020 pour Mémoire de soie
- Prix Alain Fournier 2021 pour Mémoire de soie
- Prix des Lecteurs de Levallois 2021 pour Mémoire de soie
- Lauréat du Festival du Premier roman de Chambéry 2021 pour Mémoire de soie